# Carlon Brown
Carlon Michael Brown (Riverside, California; 4 de octubre de 1989) es un exjugador de baloncesto estadounidense. Con 1,96 metros de estatura, jugaba en la posición de escolta.

## Trayectoria deportiva
Carlon Brown aterrizó en 2013 en el baloncesto europeo para fichar por el Hapoel Tel Aviv. Rápidamente destacó por su intenso juego y su gran capacidad ofensiva. Con un promedio de 19.8 puntos, 4.6 rebotes y 4.5 asistencias fue el máximo anotador de la Winner league y máxima estrella del equipo.
Más tarde jugaría en Alemania, en las filas del Brose Baskets y del ratiopharm Ulm.